# X-CUTE
X-CUTE（クロスキュート）は、シーグランドが2006年3月に発売した携帯音楽プレイヤーである。
WMAとMP3ファイルの再生が可能。
2006年6月2日に1GBモデルを投入。

## 概要
- 重量：18g
- メモリ：256MB , 512MB , 1024MB
- 周波数：-20,000Hz
- 連続使用：10時間

## タイプ
- 内蔵メモリ 256MB
  - XC090(B)-256MB
  - XC090(K)-256MB
  - XC090(P)-256MB
  - XC090(R)-256MB
  - XC090(S)-256MB
- 内蔵メモリ 512MB
  - XC090(B)-512MB
  - XC090(K)-512MB
  - XC090(P)-512MB
  - XC090(R)-512MB
  - XC090(S)-512MB
  - 内蔵メモリ 1GB
  - XC090(T)-1GB(カラー：チタンブルー)
  - XC090(O)-1GB(カラー：オレンジ)
  - XC090(W)-1GB(カラー：ホワイト)